# مارفن دا غراسا
مارفن دا غراسا (بالفرنسية: Marvin da Graça) هو لاعب كرة قدم لوكسمبورغي في مركز الدفاع، ولد في 17 فبراير 1995 في مدينة لوكسمبورغ في لوكسمبورغ. شارك مع منتخب لوكسمبورغ لكرة القدم. أما مع النوادي، فقد لعب مع MFA Mukachevo ‏.

## وصلات خارجية
- مارفن دا غراسا على موقع الاتحاد الدولي (مؤرشف)  (الإنجليزية)
- مارفن دا غراسا على موقع الاتحاد الأوربي (الإنجليزية)
- مارفن دا غراسا على موقع قاعدة بيانات كرة القدم.إي يو (الإنجليزية)
- مارفن دا غراسا على موقع ناشيونال فوتبول تيمز (الإنجليزية)
- مارفن دا غراسا على موقع Soccerway.com (الإنجليزية)
- مارفن دا غراسا على موقع عالم كرة القدم.نت (الإنجليزية)